# Детско капричио
„Детско капричио“ е български телевизионен филм (драма, детски) от 1987 година по сценарий на Катерина Мавро и режисура на Катя Монинска. Оператори на филма са Ив. Червенков и Л. Вълнаров. Музикалното оформление е на Катерина Мавро.

## Актьорски състав
| Роля                                 | Изпълнител              |
| ------------------------------------ | ----------------------- |
| Веселка Стоянова                     | Борислава Щерева (дете) |
| директорът на универсалния магазин   | з.а. Тодор Колев        |
| писателят Стоянов, баща на Веселка   | з.а. Вълчо Камарашев    |
| първата майка                        | Милка Янакиева          |
| първият баща                         | з.а. Пенчо Петров       |
| актрисата Стоянова, майка на Веселка | Искра Радева            |
| управителят на универсалния магазин  | Дамян Антонов           |
| втората майка                        | Северина Тенева         |
| вторият баща                         | з.а. Асен Кисимов       |
| третата майка                        | з.а. Домна Ганева       |
| третият баща                         | Теофан Хранов           |

и други